# Mirhipipteryx lobata
Mirhipipteryx lobata är en insektsart som beskrevs av Günther, K.K. 1977. Mirhipipteryx lobata ingår i släktet Mirhipipteryx och familjen Ripipterygidae. Inga underarter finns listade i Catalogue of Life.